# Valvola a sfera

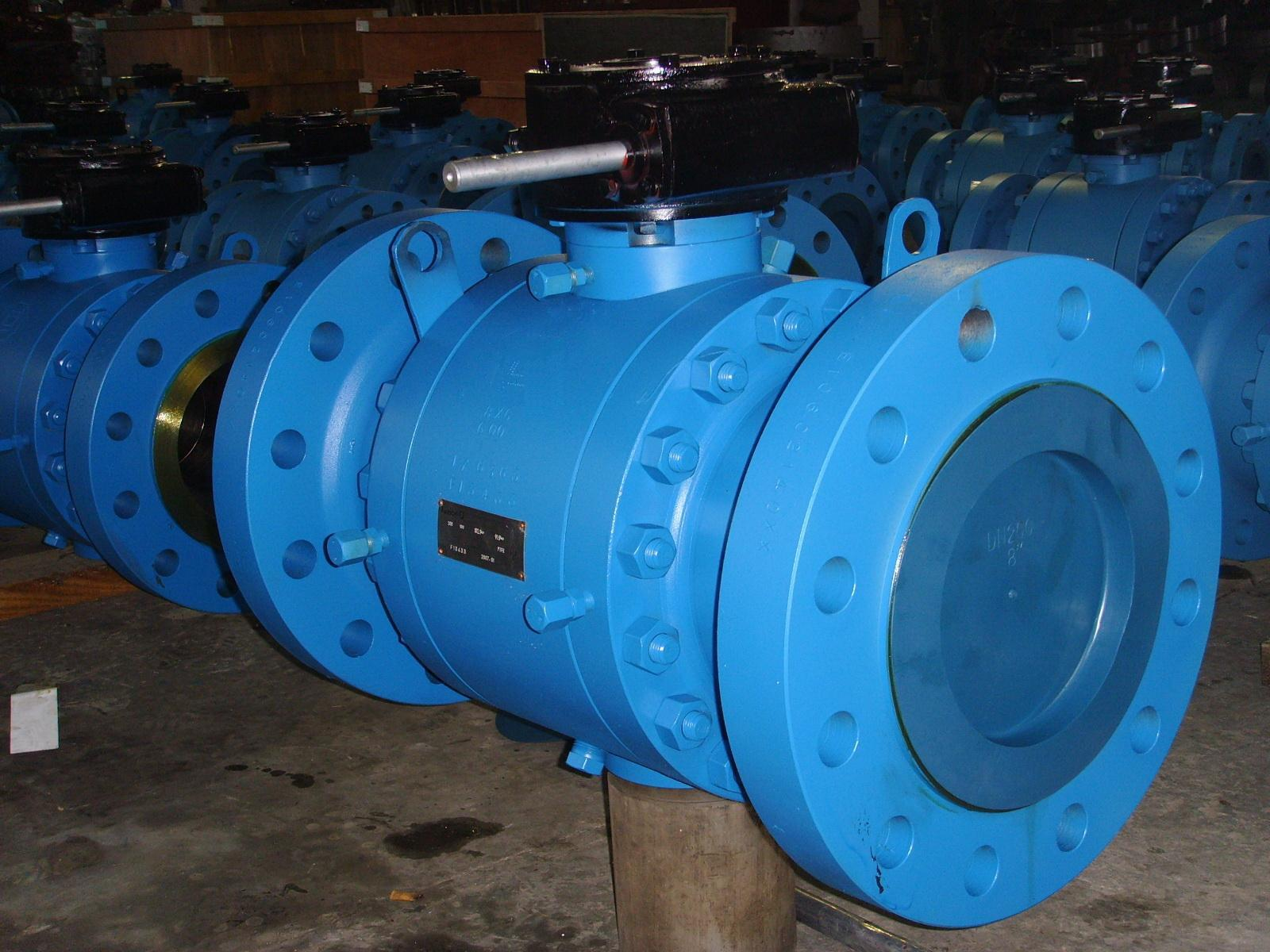
Una valvola a sfera di monel

La valvola a sfera (in inglese ball valve) è il tipo più comune ed utilizzato di dispositivo di intercettazione di un flusso in condotte idrauliche. Il suo funzionamento si basa sulla rotazione di 90° di un otturatore sferico dotato di una cavità cilindrica coassiale al flusso. La valvola consente la chiusura, l'apertura e la riduzione del flusso.

## Valvola di intercettazione a sfera

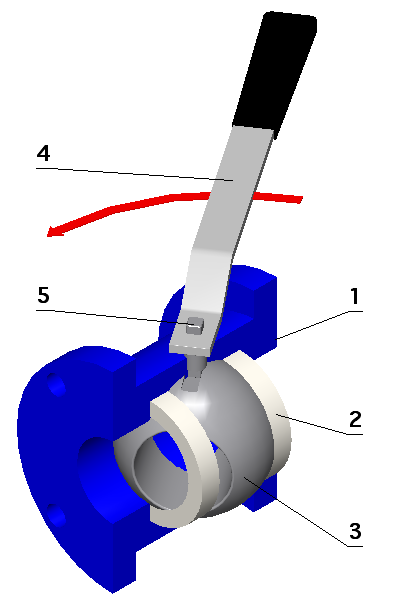
Vista sezionata di una valvola a sfera (parzialmente aperta); è composta da (1) corpo, (2) tenute o sede, (3) otturatore (la sfera vera e propria), (4) leva di azionamento, (5) stelo.

La valvola a sfera è composta da un corpo, delle tenute o sede, un otturatore (la sfera vera e propria), una leva di azionamento e uno stelo.
Il corpo è in genere monoblocco nelle versioni economiche, diviso in tre parti avvitate l'una nell'altra o tra loro flangiate nelle versioni più costose; per pressioni medio-basse s'impiega ottone lavorato per stampaggio, per pressioni più alte si preferisce l'acciaio al carbonio o l'acciaio inossidabile; per le loro caratteristiche le valvole a sfera si prestano bene alla produzione mediante forgiatura, e quindi possono essere prodotte in pratica in qualsiasi materiale metallico. Sono anche molto utilizzate, per applicazioni su fluidi corrosivi non troppo caldi, valvole a sfera in materiale sintetico, soprattutto PVC, ma anche PP e PVDF. L'otturatore è solitamente nello stesso materiale del corpo (si usa spesso l'acciaio inossidabile con corpi in metalli meno nobili) ed ha finitura superficiale molto curata per consentire un buon contatto con la sede di tenuta. Questa è costituita da due anelli sagomati, quasi sempre in PTFE (Teflon); lo stelo è nello stesso materiale della sfera o del corpo, ed ha anch'esso una tenuta mediante anelli di PTFE opportunamente sagomati. La leva di manovra è solitamente in fusione o stampato di alluminio nelle valvole di dimensione minore, e di acciaio protetto contro la corrosione nelle valvole più grandi. Oltre il DN 100 si usa inserire un riduttore a vite senza fine per ridurre lo sforzo di chiusura e di apertura.
In posizione aperta la valvola può avere diametro interno della sfera uguale a quello del tubo ("valvola a passaggio totale"); questa, se aperta, presenta una perdita di carico piuttosto bassa, mentre in posizione chiusa il foro interno alla sfera è isolato grazie alle sedi di tenuta. Se il diametro interno alla sfera è inferiore a quello del tubo si parla invece di "valvola a passaggio ridotto".
L'isolamento, quando la valvola è in posizione di chiusura, è consentito grazie al contatto tra la sfera e la guarnizione. In tale contesto è possibile classificare due generi di valvole a sfera: quelle a sfera flottante e quelle a sfera guidata. Nel primo caso la sfera è dotata di un lieve margine di movimento all'interno della sua cavità ospitante. In condizione di chiusura, la pressione a monte della sfera spinge questa contro la guarnizione del lato a valle assicurandone la giusta aderenza. La sfera flottante è di solito usata per dimensioni che non eccedono i 100 mm (4") di diametro della condotta. La sfera di tipo guidato è fissata tramite un contralbero, detto trunnion, opposto allo stelo che ha solamente funzione di guida. In questo genere di valvole sono le guarnizioni a muoversi con la pressione e garantire il necessario isolamento. La tendenza odierna, anche grazie alle migliorate lavorazioni meccaniche, è di usare sfere flottanti anche su diametri nominali eccedenti il DN 50.
L'azionamento di questa valvola è molto rapido, il che è sia un pregio che un difetto, in quanto brusche aperture e chiusure possono causare colpi di ariete che potrebbero danneggiare apparecchiature presenti lungo la rete; inoltre la corsa limitata non permette la regolazione del flusso se non in modo molto approssimativo.
La valvola a sfera non è drenabile, se non in modelli speciali, questo perché le sedi di tenuta trattengono all'interno della sfera una parte del fluido, quindi non è possibile pulire internamente la valvola a sfera senza smontarla, a meno di accorgimenti piuttosto complessi; per questo, prodotti deperibili, come quelli alimentari, possono deteriorarsi, mentre altri possono solidificare.

## Valvola a sfera di regolazione indipendente dalla pressione (PICCV)
La valvola a sfera di regolazione indipendente dalla pressione PICCV (Pressure Independent Characterised Control Valve) combina in un unico corpo una valvola di bilanciamento, una di intercettazione ed una a sfera di regolazione comandata in modo proporzionale. In un circuito la pressione diminuisce all'aumentare della distanza dalla pompa principale; per ovviare a questo inconveniente normalmente vengono installate valvole di bilanciamento in aggiunta alle valvole di regolazione. Con la valvola di regolazione indipendente dalla pressione PICCV, invece, il bilanciamento idraulico non è più necessario, poiché la valvola integrata di riduzione della pressione si chiude automaticamente all'aumentare della pressione differenziale, assicurandone una costante sulla valvola di regolazione e creando i presupposti per il mantenimento di una portata circa costante. Equipaggiare un impianto con questo tipo di valvola diventa più semplice ed è necessaria una sola valvola per ogni utenza. Inoltre, eliminando le valvole di bilanciamento e la regolazione della messa in servizio è possibile ridurre i costi e allo stesso tempo migliorare l'efficienza dell'impianto.

## Valvole a controllo caratterizzato (CCV)
Le valvole a controllo caratterizzato (CCV: Characterized Control Valve) sono presenti sul mercato da oltre 20 anni ed hanno iniziato la loro diffusione a partire dal continente americano dove oggi ricoprono oltre l'80% della regolazione dei terminali. Queste valvole sono costituite da un corpo in fusione che ospita al suo interno un organo di intercettazione del flusso (la sfera) che ruota sul proprio asse con una corsa costante di 90°. Come avviene per le valvole ad otturatore, il comportamento equipercentuale viene ottenuto sagomando il foro di passaggio del fluido in maniera opportuna tramite un "disco di regolazione" apposito.
Le valvole CCV si distinguono dalla tradizionali valvole a sfera di intercettazione per il comportamento equipercentuale (grazie al disco di regolazione), per i materiali utilizzati (sfera e stelo in acciaio inox), per le guarnizioni antigrippaggio (EPDM, PTFE e Teflon caricato) e per le tolleranze di lavorazione (10 volte più precise delle valvole tradizionali).

### Vantaggi di una valvola CCV
Questo tipo di soluzione presenta i seguenti vantaggi:
- nessun trafilamento, la tenuta totale della valvola è garantita sia all'acqua che all'aria secondo la rigida normativa DIN 3230-T3. Tale qualità non risente dell'usura e dello sporcamento della valvola grazie ai materiali utilizzati ed al layout meccanico del prodotto.
- massima capacità di regolazione, sia per i modelli più grandi che per quelli di dimensioni minori.
- ampie pressioni di esercizio, la coppia da applicare alla sfera è indipendente dalle pressioni del circuito. In questo modo ogni valvola CCV garantisce la regolazione del flusso anche nelle condizioni più gravose anche con piccoli attuatori.
- ingombri e pesi minori, grazie ad una loro riduzione fino al 70% di una pari valvola ad otturatore gli spazi tecnici necessari sono molto inferiori.
- tempi di installazione molto minori, il basso ingombro e peso, unito al facile accoppiamento valvola-motore rende l'installazione delle valvole CCV facile ed immediata.

risparmio sulle valvole di intercettazione, la valvola CCV raggruppa in sé sia le funzioni di regolazione che di intercettazione. Grazie alla leva manuale è possibile, anche a motore alimentato o senza motore, posizionare manualmente la valvola nella posizione desiderata.
Quantificazione del risparmio energetico conseguito all'uso di valvole CCV
Per poter valutare in modo adeguato i risvolti energetici conseguiti con l'uso delle valvole CCV è opportuno analizzare attentamente la prima delle problematiche risolte.

### Il trafilamento
La caratteristica di trafilamento di una valvola, non sempre indicata nelle schede tecniche dei costruttori, varia generalmente tra il 0,02 ed il 0,1% del Kvs della valvola stessa.
A prima vista questi valori possono apparire insignificanti nel bilancio energetico dell'impianto tuttavia bisogna osservare che:
- il valore del Kvs, al quale il trafilamento è rapportato, è sempre dalle 3 alle 8 volte maggiore della portata massima della valvola.
- il trafilamento reale della valvola aumenta anche fino a 10 volte con lo sporcamento e consumo della sede dell'otturatore
- nel caso di valvola con scarsa autorità (molto frequente) il Kvs è maggiore di quello necessario e di conseguenza anche il trafilamento.

Tutto ciò premesso il valore reale del trafilamento, rapportato alla portata di fluido prevista della valvole, può facilmente arrivare al 2—3%.
Ad esempio per uno scambiatore di potenza 10 kW con Δt pari a 10 °C sono necessari 0,83 m³/h di acqua con prevalenza di 10 kPa. Scegliendo una valvola adeguata è frequente l'impiego di un dispositivo con Kvs pari a 4 m³/h.
Prevedendo un trafilamento nominale pari al 0,05% del Kvs ed uno sporcamento normale della valvola il valore assoluto e reale del trafilamento è pari a 2,5% della portata nominale prevista.
Questa "portata non desiderata" scambia tuttavia una potenza termica pari a circa il 5—7% di quella nominale per via della curva caratteristica dello scambiatore.

### Risparmio energetico all'impianto termico
Il fenomeno del trafilamento può facilmente generare una "portata non desiderata" (o "parassita") che genera una "potenza termica parassita" pari a circa il 5-7% di quella nominale. Ne consegue che in un impianto a 4 tubi (come ad esempio fancoil, VAV con post riscaldamento o scambiatori caldo/freddo di una AHU) per mantenere le condizioni di comfort desiderato è necessario compensare la "potenza termica parassita" con una potenza uguale e contraria. È frequente infatti riscontrare che in estate (o nelle stagioni intermedie) la batteria del caldo del fancoil sia "tiepida", ne consegue che la potenza richiesta alla batteria fredda sarà maggiore. Tutto questo si traduce in un raddoppio della potenza termica richiesta totale (tra circuito freddo e caldo) che può arrivare a valori del 10-15% della potenza nominale dell'impianto.

### Risparmio energetico agli ausiliari
Nei sempre più diffusi impianti a portata variabile con valvole a 2 vie la "portata parassita" (compresa tra l'1% ed il 3%) sarà richiesta sia nel circuito freddo che quello caldo.
Ne consegue che approssimativamente la maggiore potenza elettrica necessaria alle pompe è pari a circa il 3-6%.
Anche l'assorbimento elettrico degli attuatori delle valvole CCV è molto più basso rispetto a quelle ad otturatore. Il motore infatti non deve contrastare alcune pressione del fluido ma vincere esclusivamente gli attriti delle tenute e guarnizioni. Ne consegue una potenza assorbita inferiore del 50% (per le valvole più piccole) che può arrivare all'80% per i modelli medio grandi.
In termini assoluti questo risparmio è difficilmente quantificabile senza esaminare il numero di valvole previsto, tuttavia in impianti funzionanti 24h/24h (ospedali, edifici pubblici..) a bassa prevalenza ma con numerosi terminali (fancoil, VAV con post-riscaldamento..) il risparmio conseguito può essere pari al 30% di quello ottenuto alle pompe.
Le valvole CCV, rispetto alle tradizionali valvole modulanti ad otturatore o a globo garantiscono:
- risparmio fino al 10-15% della potenza termica totale dell'impianto
- risparmio fino al 10% della potenza elettrica degli ausiliari (pompe, ventilatori, attuatori...)
- migliore regolazione, grazie all'elevata precisione (rangeability) anche nei modelli più piccoli
- risparmio di spazio fino al 70%, grazie ai ridotti ingombri ed alla valvola manuale di intercettazione inclusa
- risparmio in tempo di installazione (una valvola al posto di due)

## Valvola a sfera a tre vie

Posizioni delle valvole a tre vie

Per le sue caratteristiche, la valvola a sfera si presta bene al funzionamento "a tre vie". La sfera, invece di avere un passaggio rettilineo semplice, lo ha a "L" (a destra) o a "T" (a sinistra). In ambedue i casi la valvola connette tre aperture, che possono essere messe in comunicazione o meno a seconda della posizione della valvola. In questo caso, si usano a volte valvole a "mezzo giro", o più precisamente "a due quarti di giro"; queste però sono soggette a frequenti errori di manovra.
Come si vede, la valvola con sfera a "T" consente tutte le combinazioni (nell'ordine, doppia uscita, uscita sinistra, uscita destra, chiusa), mentre la sfera a "L" consente solo uscita destra o sinistra, o la posizione chiusa.
Esistono anche valvole a quattro vie (la quarta via ortogonale al piano delle prime tre), ma sono una rarità e sono utilizzate solo come sistemi di deviazione del flusso e non come regolazione delle portate o delle pressioni.
Normalmente le valvole a sfera a quattro vie (con tutte e quattro le vie complanari, quindi 2 ingressi e 2 uscite) sono utilizzate negli impianti di riscaldamento/condizionamento centralizzati per la regolazione, tramite apposito attuatore e centralina di controllo, della temperatura dei fluidi termoconduttori (gas, acqua, soluzioni acquose o olio diatermico) effettuando una apposita miscelazione dei fluido di ritorno con il fluido in mandata per permettere una regolazione delle temperatura del fluido vettore. Sono vagamente equiparabili a due valvole a sfera di tipo a "L" e di solito vengono chiamate valvole miscelatrici.

## Valvola di regolazione a sfera a sei vie
Progettata per l'utilizzo su travi fredde o calde o su fan coils, la valvola di regolazione a sfera a 6 vie unisce la funzionalità di 4 valvole a 2 vie di regolazione e di 4 valvole di intercettazione in caso di portata variabile, consentendo di usare un'unica batteria di scambio per caldo e freddo. Grazie al design della sfera i due circuiti di riscaldamento e raffreddamento sono divisi idraulicamente, ma possono essere controllati singolarmente e con precisione tramite un unico movimento rotativo (una valvola, un motore).